# Деметра Малофорос
Деме́тра Малофо́рос (др.-греч. Μαλοφορος) — древнегреческое божество, отождествлялась с Деметрой. Происходит от местного древнего (предположительно крито-микенского) божества плодородия или яблок в Мегарах, слившегося с общегреческим культом Деметры. 
Слово «малофорос» — от дорийского ma`lon (плод, произрастающий на дереве). Павсаний  ошибочно выводил слово от похожего по звучанию дорийского слова «овца».
Культ Деметры Малофорос упоминается в «Описаниях Эллады» Павсания.  Она изображалась с яблоком в руке. Делались попытки вывести культ от некой статуи, где Деметра держит в руке яблоко. Но вероятно, первичен культ, а уже потом для него была создана статуя. Большинство исследователей считает, что основой культа послужило местное божество плодородия в Мегарах, или божество-покровительница яблок, слившаяся в культе с более «универсальной» богиней плодородия Деметрой.

## Распространение культа
Мегары носили характер культового центра. Для справления культа использовались "мегароны" — древние святилища. Культ отмечен ещё в двух городах — Византии и Селинунте. Оба города основаны выходцами из Мегар.
В Селинунте найдено святилище Деметры Малофорос. 
Предположительно, культ мог существовать и в других городах, связанных с выходцами из Мегар. Среди них Херсонес Таврический. Но подтверждений этому пока не найдено. Тем не менее, гипотетически такое допущение рассматривается историками, в частности при реконструкции херсонесского календаря (малофорий в числе возможных названий недостающих месяцев).
В Византии один из месяцев как раз носит название малофорий. Это единственное свидетельство культа Малофорос на берегах Босфора.
На Боспоре Киммерийском, где культ Деметры занимал заметное место (склеп Деметры), нет упоминаний этого культа.

## Характер культа
В полисах, где выбирали свой местный «официальный» пантеон божеств (не вошедшим в него тоже поклонялись, но в частном порядке), происходила их универсализация. К примеру, Афродита в Херсонесе Таврическом стала не только божеством любви, но и покровительницей моряков (изображаясь с дельфином).
Аналогичная универсализация произошла с Деметрой Малофорос, вошедшей в «официальный» пантеон Селинунта. Помимо плодородия и сельского хозяйства, здесь она заняла довольно неожиданную ипостась заступницы и помощницы в ратном деле.
Святилище Малофорос в Селинунте располагалось на холме за городом, и примыкало к некрополю. Это свидетельствует о том, что она имела отношение к заупокойному культу.
В Византии месяц малофорий выпадал на сентябрь — главный месяц для сбора урожая. Вероятно, здесь культ сохранил характер культа плодородия.